# 森由利亜
森 由利亜（もり ゆりあ、1965年 - ）は、中国思想研究者、早稲田大学教授。専門は中国近世における道教および神仙信仰の研究。道教の教団形成や思想体系の様式を、中国社会に広く流布する一般信仰（popular religion）との関係の中で捉え直していくような研究を行う。
名前からして女性であると、しばしば学生から間違えられるが、実際には男性である。
曾祖父は森鷗外。

## 主要論文
- 「全真教龍門派系譜考—『金蓋心灯』に記された龍門派の系譜に関する問題点について」／道教文化研究会編『道教文化への展望』／平河出版社／1994
- 「『太乙金華宗旨』の成立と変遷」／『東洋の思想と宗教』15／1998
- 「呂洞賓と全真教—清朝湖州金蓋山の事例を中心に」／野口鐵郎編集代表『講座 道教』第1巻（砂山稔・尾崎正治・菊池章太編『道教の神々と経典』）／雄山閣出版／1999

など